# Liverpool Football Club 1983-1984
Questa voce raccoglie le informazioni riguardanti il Liverpool Football Club nelle competizioni ufficiali della stagione 1983-1984.

## Stagione
All'inizio della stagione 1983-1984 il Liverpool vide l'abbandono di Paisley alla guida della squadra, sostituito dal suo vice Joe Fagan. La squadra, rinforzatasi con l'acquisto dello scozzese John Wark dall'Ipswich Town, centrò un treble vincendo il suo terzo campionato consecutivo (peraltro con relativa facilità, essendosi liberato degli avversari già dalla metà del girone di ritorno), la Coppa di Lega e la sua quarta Coppa dei Campioni, quest'ultima ottenuta battendo nella finale allo stadio Olimpico di Roma i padroni di casa della Roma, risolvendo la gara, per la prima volta nella storia della manifestazione, ai tiri di rigore.

## Maglie e sponsor
Vengono confermate le maglie della stagione 1982-83, firmate dalla Umbro e con lo sponsor Crown Paints.
| Casa | Trasferta |

## Rosa
| N. |                        | Ruolo | Calciatore       |
| -- | ---------------------- | ----- | ---------------- |
|    | Zimbabwe (bandiera)    | P     | Bruce Grobbelaar |
|    | Inghilterra (bandiera) | P     | Bob Bolder       |
|    | Irlanda (bandiera)     | D     | Jim Beglin       |
|    | Scozia (bandiera)      | D     | Gary Gillespie   |
|    | Scozia (bandiera)      | D     | Alan Hansen      |
|    | Inghilterra (bandiera) | D     | Alan Kennedy     |
|    | Irlanda (bandiera)     | D     | Mark Lawrenson   |
|    | Scozia (bandiera)      | D     | John McGregor    |
|    | Inghilterra (bandiera) | D     | Phil Neal        |
|    | Scozia (bandiera)      | D     | Steve Nicol      |
|    | Inghilterra (bandiera) | D     | Phil Thompson    |

| N. |                        | Ruolo | Calciatore            |
| -- | ---------------------- | ----- | --------------------- |
|    | Inghilterra (bandiera) | C     | Craig Johnston        |
|    | Inghilterra (bandiera) | C     | Sammy Lee             |
|    | Scozia (bandiera)      | C     | Graeme Souness        |
|    | Scozia (bandiera)      | C     | John Wark             |
|    | Irlanda (bandiera)     | C     | Ronnie Whelan         |
|    | Scozia (bandiera)      | A     | Kenny Dalglish        |
|    | Inghilterra (bandiera) | A     | David Hodgson         |
|    | Irlanda (bandiera)     | A     | Michael John Robinson |
|    | Galles (bandiera)      | A     | Ian Rush              |
|    | Inghilterra (bandiera) | A     | David West            |

## Calciomercato

### Sessione estiva
| Cessioni | Cessioni    | Cessioni | Cessioni |
| R.       | Nome        | a        | Modalità |
| -------- | ----------- | -------- | -------- |
| D        | Alan Harper | Everton  |          |

| Acquisti | Acquisti              | Acquisti       | Acquisti |
| R.       | Nome                  | da             | Modalità |
| -------- | --------------------- | -------------- | -------- |
| P        | Bob Bolder            | Sheffield Weds |          |
| A        | Michael John Robinson | Brighton       |          |
| D        | Gary Gillespie        | Coventry City  |          |
| C        | John Wark             | Ipswich Town   |          |
| A        | Paul Walsh            | Luton Town     |          |

## Statistiche

### Statistiche dei giocatori
| Giocatore        | First Division | First Division |
| Giocatore        | Presenze       | Reti           |
| ---------------- | -------------- | -------------- |
| K. Dalglish      | 33             | 7              |
| B. Grobbelaar    | 42             | 0              |
| A. Hansen        | 42             | 1              |
| D. Hodgson       | 5              | 0              |
| A. Kennedy       | 42             | 2              |
| M. Lawrenson     | 42             | 0              |
| S. Lee           | 42             | 2              |
| P. Neal          | 41             | 1              |
| S. Nicol         | 23             | 5              |
| M. John Robinson | 24             | 6              |
| I. Rush          | 41             | 32             |
| G. Souness       | 37             | 7              |
| J. Wark          | 9              | 2              |
| R. Whelan        | 23             | 4              |